# Chaffey College
Chaffey College é uma faculdade pública comunitária localizada em Rancho Cucamonga, Califórnia. A faculdade atende alunos em Chino, Chino Hills, Fontana, Montclair, Ontário, Rancho Cucamonga e Upland.

## História
A escola foi estabelecida em Ontário, Califórnia, em 1883, quando os fundadores da cidade e os irmãos George e William Chaffey cederam um terreno e determinaram uma doação para uma faculdade particular. A USC, também uma universidade privada, havia sido fundada três anos antes nas proximidades de Los Angeles. A pedra fundamental da nova escola foi lançada em 17 de março de 1883, na Quarta e Euclides em Ontário; foi inaugurado em 15 de outubro de 1885. A instituição original incluía uma escola secundária e era administrada pela USC até 1901. Durante este período, o time de futebol de Chaffey teve uma série 1-1 com o jovem time de futebol usc, vencendo por 32-6 em 1893 e perdendo por 38-0 em 1897.